# Jacques Bérard
Pour les articles homonymes, voir Bérard.
Jacques Bérard, né le 7 juin 1929 à Bédarrides (Vaucluse) et mort le 1er juin 2014 à Villeneuve-lès-Avignon (Gard), est un avocat et homme politique français.

## Mandats électifs
- Député de 1958 à 1978 (sauf 1967-1968), sous les étiquettes UNR, UNR-UDT, UD-Ve, UDR et RPR
- Conseiller général du Vaucluse, élu dans le canton d'Orange-Est, de 1967 à 2004
- Maire d'Orange e 1971 à 1977
- Président du conseil général de Vaucluse du 27 mars 1998 à 2001
- Sénateur, élu dans le Vaucluse, de 1986 à 1995